# Tornitz
Tornitz este o comună din landul Saxonia-Anhalt, Germania.